# Кольмар (округ)

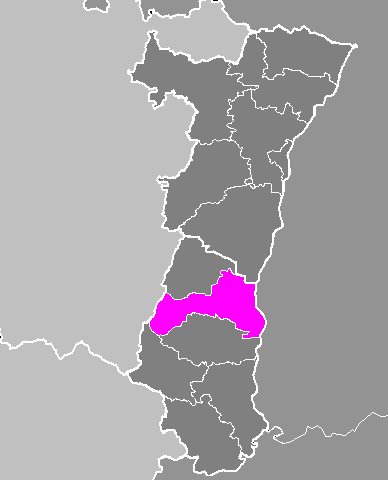

Кольма́р (фр. Colmar) — округ у Франції, в складі департаменту Верхній Рейн регіону Ельзас.  2015 року Кольмар увійшов до новоствореного округу Кольмар-Рибовілле.

## Склад
Округ включав у себе 6 кантонів:
| Кантон            | Площа, км² | Населення, осіб | Рік  | Адміністративний центр | Кількість муніципалітетів |
| ----------------- | ---------- | --------------- | ---- | ---------------------- | ------------------------- |
| Андольсайм        | 140,35     | 22127           | 1999 | Андольсайм             | 17                        |
| Венценайм         | 80,59      | 18620           | 1999 | Венценайм              | 10                        |
| Кольмар Південний | 25,84      | 42801           | 1999 | Кольмар                | 2                         |
| Кольмар Північний | 66,50      | 24456           | 1999 | Кольмар                | 1                         |
| Мюнстер           | 195,27     | 16194           | 1999 | Мюнстер                | 16                        |
| Неф-Бризак        | 157,04     | 15057           | 1999 | Неф-Бризак             | 16                        |

## Населені пункти
Найбільші населені пункти округу з населенням понад 5 тисяч осіб:
| Муніципалітет | Населення, осіб | Рік  | Кантон                               |
| ------------- | --------------- | ---- | ------------------------------------ |
| Кольмар       | 67163           | 2006 | Кольмар Південний, Кольмар Північний |
| Венценайм     | 7610            | 2007 | Венценайм                            |
| Мюнстер       | 5125            | 2006 | Мюнстер                              |
| Орбур-Вір     | 5005            | 2007 | Андольсайм                           |

| Франція | Це незавершена стаття з географії Франції. Ви можете допомогти проєкту, виправивши або дописавши її. |